# Suzumiya Haruhi no Shōshitsu
Suzumiya Haruhi no Shōshitsu (涼宮ハルヒの消失, lit. O Desaparecimento de Haruhi Suzumiya) é um filme de animação japonês de 2010 realizado por Tatsuya Ishihara e Yasuhiro Takemoto. Ganhou o Prémio de Melhor Filme na 15ª edição do Animation Kobe.